# Most of the Remixes
Most of the Remixes... is een remix-compilatiealbum van de Belgische elektronische muziekgroep Soulwax. Het werd uitgebracht op 22 oktober 2007 en bevat een verzameling remixen gemaakt door Soulwax voor andere artiesten. 
De volledige titel van het album luidt als volgt: "Most Of The Remixes We've Made For Other People Over The Years Except For The One For Einstürzende Neubauten Because We Lost It And A Few We Didn't Think Sounded Good Enough Or Just Didn't Fit In Length-Wise, But Including Some That Are Hard To Find Because Either People Forgot About Them Or Simply Because They Haven't Been Released Yet, A Few We Really Love, One We Think Is Just OK, Some We Did For Free, Some We Did For Money, Some For Ourselves Without Permission And Some For Friends As Swaps But Never On Time And Always At Our Studio In Ghent."

## Achtergrond
Het remixalbum staat bekend om zijn albumtitel van 552 tekens, ongeveer 100 tekens meer dan het Fiona Apple-album When the Pawn ..., dat voorheen het record had als de langste titel voor een album van een groot label. Dit werd later overtroffen door het Chumbawamba -album uit 2008 , The Boy Bands Have Won ..., waarbij de volledige titel 865 teksttekens bevat. 

## Tracklist

### Schijf één
De eerste schijf is niet gemixt
| 1.                    | Gossip - "Standing in the Way of Control" (Soulwax nite version)                | 6:56 |
| 2.                    | LCD Soundsystem - "Daft Punk Is Playing at My House" (Soulwax Shibuya re-remix) | 7:09 |
| 3.                    | Human Resource vs. 808 State - "Dominator" (Soulwax edit)                       | 4:03 |
| 4.                    | Klaxons - "Gravity's Rainbow" (Soulwax remix)                                   | 6:24 |
| 5.                    | DJ Shadow - "Six Days" (Soulwax remix)                                          | 5:14 |
| 6.                    | Justice - "Phantom Pt. II" (Soulwax remix)                                      | 7:27 |
| 7.                    | Kylie Minogue - "Can't Get You Out of My Head" (Soulwax KYLUSS remix)           | 4:20 |
| 8.                    | Gorillaz - "DARE" (Soulwax remix)                                               | 5:45 |
| 9.                    | Robbie Williams - "Lovelight" (Soulwax Ravelight dub)                           | 6:28 |
| 10.                   | Arthur Argent - "Hold Your Head Up" (Soulwhacked mix)                           | 5:46 |
| 11.                   | Lords of Acid - "I Sit on Acid" (Soulwax remix)                                 | 3:01 |
| 12.                   | Daft Punk - "Robot Rock" (Soulwax remix)                                        | 6:31 |
| 13.                   | Sugababes - "Round Round" (Soulwax remix)                                       | 4:14 |
| 14.                   | Muse - "Muscle Museum" (Soulwax remix)                                          | 3:47 |
| Totale duur: 01:11:08 |                                                                                 |      |

### Schijf twee
Er is een verborgen nummer vóór het begin van nummer 1 van schijf 2; de verloren gegane remix van Einstürzende Neubauten die in de titel wordt genoemd. De track verschijnt ook als track 20 op de Japanse release.
0. Einstürzende Neubauten, "Stella Maris (Soulwax Remix)" - 5:35
De tweede schijf is een mix door 2manydjs.
| 1.                 | LCD Soundsystem - "Daft Punk Is Playing at My House" (Soulwax Shibuya re-remix) | 3:20 |
| 2.                 | Gossip - "Standing in the Way of Control" (Soulwax nite version)                | 3:36 |
| 3.                 | Arthur Argent - "Hold Your Head Up" (Soulwhacked mix)                           | 3:34 |
| 4.                 | Daft Punk - "Robot Rock" (Soulwax remix)                                        | 1:38 |
| 5.                 | Human Resource vs. 808 State - "Dominator" (Soulwax remix)                      | 2:37 |
| 6.                 | Robbie Williams - "Lovelight" (Soulwax Ravelight dub)                           | 3:30 |
| 7.                 | Kylie Minogue - "Can't Get You Out of My Head" (Soulwax KYLUSS remix)           | 2:00 |
| 8.                 | West Phillips - "(I'm Just A Sucker) For a Pretty Face" (Soulwax remix)         | 1:31 |
| 9.                 | Justice - "Phantom Pt. II" (Soulwax remix)                                      | 3:15 |
| 10.                | Sugababes - "Round Round" (Soulwax remix)                                       | 2:49 |
| 11.                | Tiga - "Move My Body" (original version)                                        | 2:28 |
| 12.                | Playgroup - "Make It Happen" (Soulwax remix)                                    | 1:36 |
| 13.                | Klaxons - "Gravity's Rainbow" (Soulwax remix)                                   | 3:12 |
| 14.                | Felix da Housecat - "Rocket Ride" (Soulwax Rock It Right remix)                 | 3:07 |
| 15.                | Ladytron - "Seventeen" (Soulwax remix)                                          | 2:14 |
| 16.                | Gorillaz - "DARE" (Soulwax remix)                                               | 1:42 |
| 17.                | Hot Chip - "Ready for the Floor" (Soulwax dub)                                  | 5:36 |
| 18.                | Lords of Acid - "I Sit on Acid" (Soulwax remix)                                 | 1:29 |
| 19.                | DJ Shadow - "Six Days" (Soulwax remix)                                          | 4:02 |
| Totale duur: 53:27 |                                                                                 |      |